# Finspång
Finspång este un oraș în Suedia.

## Demografie
| \| Evoluția demografică a zonei urbane Finspång, 1970–2015 \| Evoluția demografică a zonei urbane Finspång, 1970–2015 \| Evoluția demografică a zonei urbane Finspång, 1970–2015 \| Evoluția demografică a zonei urbane Finspång, 1970–2015 \| Evoluția demografică a zonei urbane Finspång, 1970–2015 \| \| --------------------------------------------------------------------------------------- \| ------------------------------------------------------- \| ------------------------------------------------------- \| ------------------------------------------------------- \| ------------------------------------------------------- \| \| An \| \| \| Locuitori \| \| \| 1970 \| 1970 \| \| 16.181 \| 16.181 \| \| 1975 \| 1975 \| \| 16.346 \| 16.346 \| \| 1980 \| 1980 \| \| 15.891 \| 15.891 \| \| 1990 \| 1990 \| \| 14.394 \| 14.394 \| \| 1995 \| 1995 \| \| 14.181 \| 14.181 \| \| 2000 \| 2000 \| \| 12.796 \| 12.796 \| \| 2005 \| 2005 \| \| 12.415 \| 12.415 \| \| 2010 \| 2010 \| \| 12.440 \| 12.440 \| \| 2015 \| 2015 \| \| 12.807 \| 12.807 \| \| Sursa: SCB - Statistika Centralbyrån, Folkmängden per tätort. Vart femte år 1960 - 2016 \| \| \| \| \| |      |  |           |        |
| Evoluția demografică a zonei urbane Finspång, 1970–2015 |      |  |           |        |
| An |      |  | Locuitori |        |
| 1970 | 1970 |  | 16.181    | 16.181 |
| 1975 | 1975 |  | 16.346    | 16.346 |
| 1980 | 1980 |  | 15.891    | 15.891 |
| 1990 | 1990 |  | 14.394    | 14.394 |
| 1995 | 1995 |  | 14.181    | 14.181 |
| 2000 | 2000 |  | 12.796    | 12.796 |
| 2005 | 2005 |  | 12.415    | 12.415 |
| 2010 | 2010 |  | 12.440    | 12.440 |
| 2015 | 2015 |  | 12.807    | 12.807 |
| Sursa: SCB - Statistika Centralbyrån, Folkmängden per tätort. Vart femte år 1960 - 2016 |      |  |           |        |

## Personalități născute aici
- Johan Rockström (n. 1965), om de știință, specialist în hidrologie, economie, agronomie.